# Edwuin Pernía
Edwuin Alexander Pernía Martínez (San Juan de los Morros, 12 febbraio 1995) è un calciatore venezuelano, attaccante del San Martín (SJ).

## Carriera
Ha giocato nella massima serie dei campionati venezuelano, cileno ed ecuadoriano.